# 袁冲乡
袁冲乡，是中华人民共和国湖北省襄阳市老河口市下辖的一个乡镇级行政单位。

## 行政区划
袁冲乡下辖以下地区：
袁冲社区、袁冲村、郝岗村、童湾村、马道岗村、杜家庄村、吴家桥村、下四河圩村、土地岭村、槐树湾村、李文成村、孟桥川村、薛沟村、吴家嘴村、纪洪村、六官营村、牧场村、陡沟河村、申家营村、刘湾村、傅家营村、韩高楼村、孙家洼村和吴家营村。